# Fluencja (fizyka)
Fluencja – miara ilości cząstek jonizujących padających na jednostkę powierzchni. Stosowana w dozymetrii.
Fluencję, fluencję cząstek, oznacza się znakiem średnicy, ∅, i definiuje jako liczbę cząstek jonizujących (dN) wnikających w określonym czasie do odpowiednio małej kuli, której środek znajduje się w danym punkcie przestrzeni, podzieloną przez
pole wielkiego koła tej kuli (da):
{\displaystyle \oslash ={\frac {dN}{da}}[m^{-2}]}
Definiuje się również fluencję energii, gdzie mówi się o sumie energii cząstek jonizujących padających na jednostkę powierzchni.